# Paul Billik
Paul Billik (27 de Março de 1891 – 8 de Março de 1926) foi um piloto alemão durante a Primeira Guerra Mundial. Abateu 31 aeronaves inimigas, o que fez dele um ás da aviação. Foi um pioneiro da aviação civil, profissão na qual faleceu devido a um acidente de aviação.